# 夏從壽
夏從壽（1463年—？），字如山，直隸常州府江陰縣人，民籍，明朝政治人物。

## 生平
弘治五年（1492年）壬子科應天鄉試第二十六名舉人，六年（1493年）聯捷癸丑科會試第六名，二甲第三十六名進士。官戶部署郎中事员外郎，因忤逆劉瑾，正德三年（1508年）五月以养病违限革职为民。劉瑾伏誅，夏從壽復官，八年正月升湖廣布政司右參議，十三年十月升本司右參政，十六年八月升福建右布政使，嘉靖元年（1522年）三月转左布政使，丁憂歸。四年十月補河南左布政使。嘉靖六年（1527年）正月升都察院右副都御史、撫治鄖陽，七年正月致仕歸。

## 家族
曾祖夏景昭；祖父夏廷珪；父夏時訓，母包氏。具庆下。弟從聖。